# NGC 7371
NGC 7371 (również PGC 69677) – galaktyka spiralna z poprzeczką (SB0-a), znajdująca się w gwiazdozbiorze Wodnika. Odkrył ją William Herschel 28 listopada 1785 roku.